# Bleeding edge technology
Bleeding edge technology se refiere a la tecnología que es tan novedosa, que podría tener un gran riesgo de ser poco fiable y se puede incurrir en un gran costo al intentar usarla. El término bleeding edge se forma como una alusión a "leading edge" y su sinónimo cutting edge, pero tiende a implicar ambos, un alto grado de riesgo y progreso.

## Criterios
Una tecnología puede ser considerada "bleeding edge" si contiene un grado de riesgo, o de modo más general, hay un inconveniente importante para la adopción temprana, como pueden ser:
- Falta de consenso — Formas de hacer nuevas cosas existen y hay poca o ninguna indicación de en qué dirección irá el mercado; hay falta de familiaridad con el producto.[2]
- Falta de conocimiento — Las organizaciones están intentando implementar una nueva tecnología o producto del que los "medios informativos de la industria" aún no han empezado a hablar, ni en contra ni a favor.[cita requerida]
- La industria se resiste al cambio — Las revistas especializadas y los líderes de la industria han hablado en contra de una nueva tecnología o producto, pero algunas organizaciones están intentando implementarlo de todas maneras, porque están convencidos de que es técnicamente superior.[cita requerida]

## Costos y beneficios
Las recompensas por una adopción temprana exitosa, pueden ser grandes, en términos de establecer una "ventaja comparativa" al contrario de los mercados competidores; desafortunadamente, las penalizaciones por "apostar al caballo equivocado" (como lo sucedido en la "guerra de formatos") o elegir el producto erróneo son también altas. Siempre que una organización decide tomar una oportunidad en "bleeding edge technology" existe la posibilidad de que se queden atascados con un Elefante blanco o peor.
El software de computador “bleeding edge”, especialmente Código abierto, es especialmente común. En realidad, es una práctica habitual para los desarrolladores de código abierto para publicar nuevas versiones “bleeding edge” de su software con bastante frecuencia, a veces en un estado bastante incompleto para permitir que otros lo ayuden a revisar, probar, y en muchos casos, contribuir. Por lo tanto los usuarios quienes quieren características que no fueron implementadas en antiguas, pero más estables versiones del software pueden elegir la versión “bleeding edge”. En estos casos, el usuario está dispuesto a sacrificar la estabilidad o facilidad de uso en aras de una mayor funcionalidad.